# Harry Akst
Harry Akst (* 15. August 1894 in New York City; † 31. März 1963 in Hollywood) war ein US-amerikanischer Songwriter.

## Leben und Wirken
Akst wurde in New York City geboren, wo sein Vater Orchestergeiger bei der Metropolitan Opera war. Er erlernte mit fünf Jahren das Klavierspiel. Seine Karriere begann er nach seinem Abschluss an der High School als Klavierspieler beim Vaudeville, wo er Gesangsstars wie Nora Bayes begleitete, für die er vier Jahre lang tätig war. Als er sich 1916 zur Armee meldete, traf er dort im Camp Upton auf Irving Berlin, mit dem er Freundschaft schloss. Irving beschäftigte ihn als Pianisten in seinem Musikverlag, mit ihm zusammen schrieb Harry 1921 den Home Again Blues. Weitere Lieder folgten und wurden rasch populär: Songs wie Am I Blue?, Don't It Mean A Thing und Baby Face, der in der Interpretation des Flüsterbaritons Whispering Jack Smith auch in Europa bekannt wurde.
Sein Haupterfolg aber wurde das Lied Dinah, das er 1925 zusammen mit Sam M. Lewis und Joe Young verfasst hatte. Es wurde im Gefolge von nahezu allen Größen des amerikanischen Showbusiness wie Louis Armstrong, den Boswell Sisters, Bing Crosby, Sam Donahue, Ted Lewis, den Mills Brothers, dem weißen Männerquartett The Revelers, Fats Waller und Ethel Waters auf Schallplatten aufgenommen. In England sangen es die „Amerikanischen Duettisten“ Layton & Johnstone, in Frankreich Josephine Baker und die Klavier-Duettisten Reyac & Lebas. In Deutschland spielten es Jazz-orientierte Kapellen wie Bernard Etté, Julian Fuhs und Efim Schachmeister (z. T. als "Dainah" auf den labels) ein. Auch als Notenrolle für mechanische Musikinstrumente wurde es vertrieben.
Akst schrieb auch Filmmusiken. Er komponierte für Fox und Warner Brothers.
Songs von ihm enthielten die Filme Bulldog Drummond, The Squall, This Is Heaven, On with the Show, Broadway Babies, The Mississippi Gambler, No, No, Nanette, Song of the West, The Song of the Flame, Lethernecking, Palmy Days, The Kid From Spain, Dinah, Professional Sweetheart, Glamour, Stand Up and Cheer!, Change of Heart, The Silver Streak, Paddy O'Day, Star For A Night, Fight For Your Lady, Up the River, Battle of Broadway, Island in the Sky, Harvest Melody, Rosie the Riveter und Bezaubernde Lippen.
1927 arbeitete Akst für die Broadway-Produktion Artists and Models und schrieb danach auch Musik für Broadway-Musicals. Im Film 42nd Street war er in der Rolle des Probenpianisten Gerry zu sehen.
Im Zweiten Weltkrieg diente Akst zusammen mit Al Jolson bei der Truppenbetreuung in Übersee. Nach 1945 wurde er Jolsons Klavierbegleiter und wählte für ihn Lieder aus. Mit ihm schrieb er 1947 den Titelsong für die Erfolgskomödie Das Ei und ich.
Akst starb im Alter von 68 Jahren in Hollywood, Kalifornien. 1983 wurde er in die Songwriters Hall of Fame aufgenommen.
Seine Lieder wie z. B. Baby Face werden bis in die Gegenwart in Film- und Fernsehproduktionen eingesetzt.